# 이탈리아인
이탈리아인(이탈리아어: italiani)은 일반적인 이탈리아 문화와 혈통을 공유하고 이탈리아어를 모국어로 말하는, 이탈리아 출신의 국민과 민족이다. 법적으로, 이탈리아인은 혈통이나 거주 국가의 상관없이 이탈리아 공화국의 시민권자만을 의미하지만, 이탈리아인의 후손과 이탈리아반도에 인접한 지역에 거주했던 이탈리아계 민족들로 구별한다.
2010년 기준으로, 이탈리아에는 5600만 명의 이탈리아인들이 거주하며, 이탈리아어를 자유롭게 말하는 화자들은 인접 국가인 스위스에서 50만 명, 프랑스가 대다수를 차지하며, 슬로베니아와 크로아티아에서 소규모의 화자가 존재하며, 주로 이스트리아와 달마티아 지역이다. 광범위한 디아스포라로 인해, 5백만 명의 이탈리아 시민권자들이 국외에 있고, 약 8000만 명에 가까운 순수 또는 혼혈 이탈리아 혈통들이 이탈리아 밖에서 거주하며, 대표적인 곳이 남아메리카, 북아메리카, 오스트레일리아, 유럽 지역들이다.
이탈리아인들은 과학, 예술, 기술, 음식, 스포츠, 은행업의 확산과 세계화에 엄청난 영향과 기여를 하였다.

## 역사

### 로마 시대

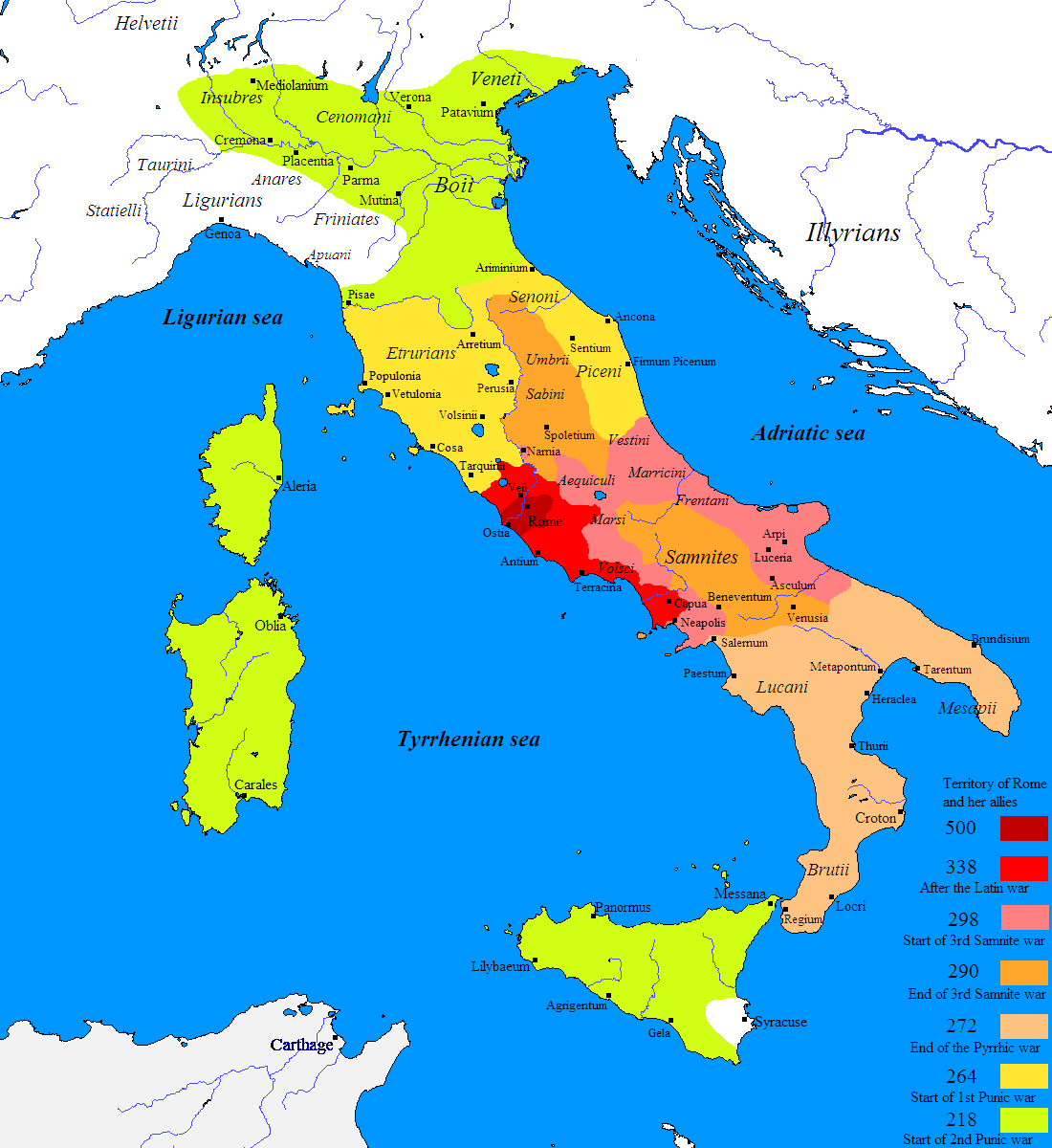
로마 시대의 이탈리아의 통일과정.

에트루리아 문명은 기원전 7세기에 최고 정점을 찍었으나, 기원전 509년에 로마인들이 에트루리아 왕조들을 타도하면서, 에트루리아인들의 이탈리아 지배력은 약화되었다. 기원전 350년을 시작으로,  로마를 수도로 하는 라틴족들은 그리스인들과 에트루리아인들의 수 차례의 전쟁 후, 기원전 272년에 주도적인 위치를 차지하였고, 이탈리아 반도 전체를 하나로 통제하였다.
이 기간의 통일 이후 카르타고와의 제1차 포에니 전쟁을 시작으로, 지중해를 정복하기 시작했다. 수 세기 동안 카르타고와의 투쟁을 겪어오던 동안, 로마인들은 시칠리아와 사르데냐, 코르시카등을 정복하였다. 최종적으로 기원전 146년에, 카르타고를 완전히 파괴하고 거주민들을 노예화시키면서 제3차 포에니 전쟁을 종결 하였고, 로마는 지중해의 지배력을 얻게 되었다. 이 시기에 로마는 공화국이였지만, 루시우스 코르넬리우스 술라와 가이우스 마리우스와 그의 아들 간의 분쟁(기원전 88년–82년), 율리우스 카이사르와 폼페이우스의 분쟁(기원전 49년–45년), 마르쿠스 유니우스 브루투스, 가이우스 카시우스 롱기누스와 마르쿠스 안토니우스, 옥타비아누스의 분쟁(기원전 43), 마르쿠스 안토니우스와 옥타비아누스의 분쟁 등 총 4번의 유명한 내전이 공화국을 파멸 시켰다.
내전의 최후의 승자 옥타비아누스(기원전 31년)는 원로원에게 아우구스투스 즉 '존엄한 자' 라는 칭호를 수여 받았고 그렇게 로마의 첫 황제가 되었다. 아우구스투스는 최초로 알프스에서 시칠리아까지의 지역을 이탈리아라는 관리 구역을 만들었고 그곳의 거주민을 이탈리쿠스 포풀루스라고 불렀다.
제정 시대 동안, 로마는 대서양에서 라인 강, 영국 제도, 이베리아 반도, 북아프리카의 넓은 부분, 중동을 넘어 유프라테스 지역까지, 그들이 정복했던 곳에 로마의 법, 관리, 팍스 로마나를 가져왔다.
성공적인 지배 기간이였던 두 세기가 지나고 나서, 서기 3세기 경,알렉산데르 세베루스 황제가 살해된 후 로마는 내전과 야만인(라틴어로 바르바리는 "외부인"을 뜻한다)들이라고 불렀던 게르만족과 아시아의 침략자들의 위협으로 인해 멸망의 위기에 처했다(3세기의 위기). 286년에 디오클레티아누스 황제의 제국의 분할은 일시적인 방편으로 한 것이였지만, 이는 395년에 테오도시우스 황제 사후 동로마 제국과 서로마 제국으로 영구적으로 분할 돼버렸다. 콘스탄티누스 황제는 기독교를 받아들였고, 그 후 교회들은 제국 곳곳에서 번창하였다. 또한 그는 과거에 비해서 중요도가 급격히 떨어지던 로마에서 콘스탄티노플로 수도를 이전하였다. 최후의 서로마 제국 황제 로물루스 아우구스투스는 게르만 용병 장군 오도아케르에 의해 권좌에서 물러나게 된다. 그의 퇴임은 로마 제국의 서부 지역의 종결을 의미했다. 로마의 몰락 이후부터 1861년에 통일 이탈리아 왕국이 들어설 때까지, 이탈리아 반도는 대부분의 기간을 소규모의 나라들로 분열되어 있었다.

### 중세 시대
오도아케르가 476년에 이탈리아의 지배권을 장악한 후, 13년 간을 통치를 잘해왔다. 그 후 그는 또 다른 게르만족인 동고트족의 왕 테오도리쿠스의 침략을 받았고 패배하였다. 테오도리쿠스와 오도아케르는 493년까지 함께 통치 했지만, 그 후에 테오도리쿠스가 오도아케르를 살해한다. 테오도리쿠스는 동고트족의 군대로 이탈리아를 계속해서 다스렸고 관리직들은 대부분이 이탈리아인들이였다. 526년에 테오도리쿠스가 사망한 후, 그의 왕국은 약해지기 시작했다. 553년, 유스티니아누스 1세는 이탈리아에서 동고트족들을 축출 시켜 버렸다. 옛 로마 제국은 이탈리아 반도가 완전히 파괴된 값을 치뤘지만(아우구스투스 황제 시기에 세계 최초로 인구가 백만 명이 넘는 도시였던 로마는 인구가 몇 천 명이 간신히 넘는 작은 마을로 감소하였다), 다시 한번 대부분이 수복 되었다. 하지만 비잔티움의 이탈리아 통치는 또 다른 게르만 부족인 랑고바르드족이 침입해오면서 다시 무너지게 된다.
5, 6세기 동안, 교황들은 이탈리아에서 종교적, 정치적 영향력을 키웠다. 그 이유는 그 당시의 교황들이 항상 외부 세력의 침입에 방어 또는 통치를 부드럽게 하는데 앞장섰기 때문이였다. 그렇게 200년 간 교황들은 로마는 물론이고 이탈리아 대부분을 장악한 랑고바르드족에게 맞섰다. 마침내 교황은 피핀 3세와 샤를마뉴등 두 프랑크족 왕의 지원을 받아 랑고바르드족들을 무찔렀다. 756년에 피핀의 영토 기증으로, 이탈리아 중부에 교황령이라고 불리던 곳에서 정치적 지배권을 확립했다.
랑고바르드족은 교황에게서 위협적인 존재로 남아있었지만, 774년에 샤를마뉴가 그들을 파멸 시켰다. 샤를마뉴는 그의 거대한 왕국에 랑고바르드 왕국이 추가되었다. 샤를마뉴의 힘이 입증됨에 따라, 그와의 교회와의 동맹을 굳건히 하기 위해, 800년에 교황 레오 3세는 샤를마뉴를 로마 제국 황제의 왕관을 씌어줬다. 814년에 샤를마뉴가 죽은 후, 그의 아들 루트비히 1세가 계승하였다. 루트비히는 각자 영토를 가지고 싸우던 그의 아들들에게 영토를 나눠주었다. 이 싸움은 962년에 황제의 자리에 오르는 독일의 왕 오토 1세까지 이어진다. 이는 후에 신성 로마 제국이라고 부르던 시작으로 기록된다.

### 도시 국가들의 부흥

1494년 초에 이탈리아의 나라들

11세기부터, 이탈리아의 도시들은 독립성과 중요도가 급속히 성장하기 시작하였고, 정치와 은행업, 외국과의 무역 중심지가 되었다. 일부 피렌체, 베네치아, 제노바, 밀라노, 피사 같은 도시들은 극도로 부유해져, 도시 국가에 가까운 형태로 성장했다. 각 도시마다 자신들만의 외교 정책과 정치를 띄었다. 그들은 귀족이나 황제의 지배가 그들을 지배하려는 노력에 저항했다.
14, 15세기 동안에, 일부 이탈리아 도시 국가들은 유럽 내에서 가장 중요한 힘의 중심지 중 한 곳이 되었다. 특히 베네치아는 비잔티움과 이슬람 제국의 상품을 조달하면서, 강력한 해상 국가가 되었다. 이러한 덕에, 이탈리아 도시들은 르네상스 탄생에 강력한 매개체를 제공하였고, 14세기에 피렌체를 시작으로, 미술과 음악, 문학, 과학 등의 번영을 이끌었다.
하지만, 도시 국가들은 서로 의견 충돌이 잦았다. 대표적인 예로는 구엘프와 기벨린가 있다. 구엘프 세력은 교황의 우위를 지지했고, 기벨린 세력은 황제의 지위를 지지했다. 도시 국가들은 자신들끼리 전쟁 또한 자주 벌였다. 르네상스 시기에, 이탈리아는 외국의 정복자들에게서 더욱 더 매력적인 곳이 되었다. 일부 도시 국가들이 자신들의 이웃 국가들 사이에 분쟁에 도움을 청하자, 프랑스 왕국의 샤를 8세가 1494년에 이탈리아로 진군 하였다. 샤를 8세는 곧 철군하였으나, 그는 이탈리아의 도시 국가들이 서로 연합하지 않으면, 외국 세력에게 정복 될 수 있음을 보여줬다. 이탈리아 전쟁 이후, 에스파냐는 무력으로 이탈리아 지역 일부를 합병하였다. 베네치아, 밀라노 그리고 일부 도시 국가들은 이 시기의 위대했던 과거의 일부를 유지하는데 그쳤지만, 사보이 공국은 사나운 외국의 지도자들을 격퇴해내고, 알프스 지역을 사수했다.

### 프랑스 혁명과 나폴레옹

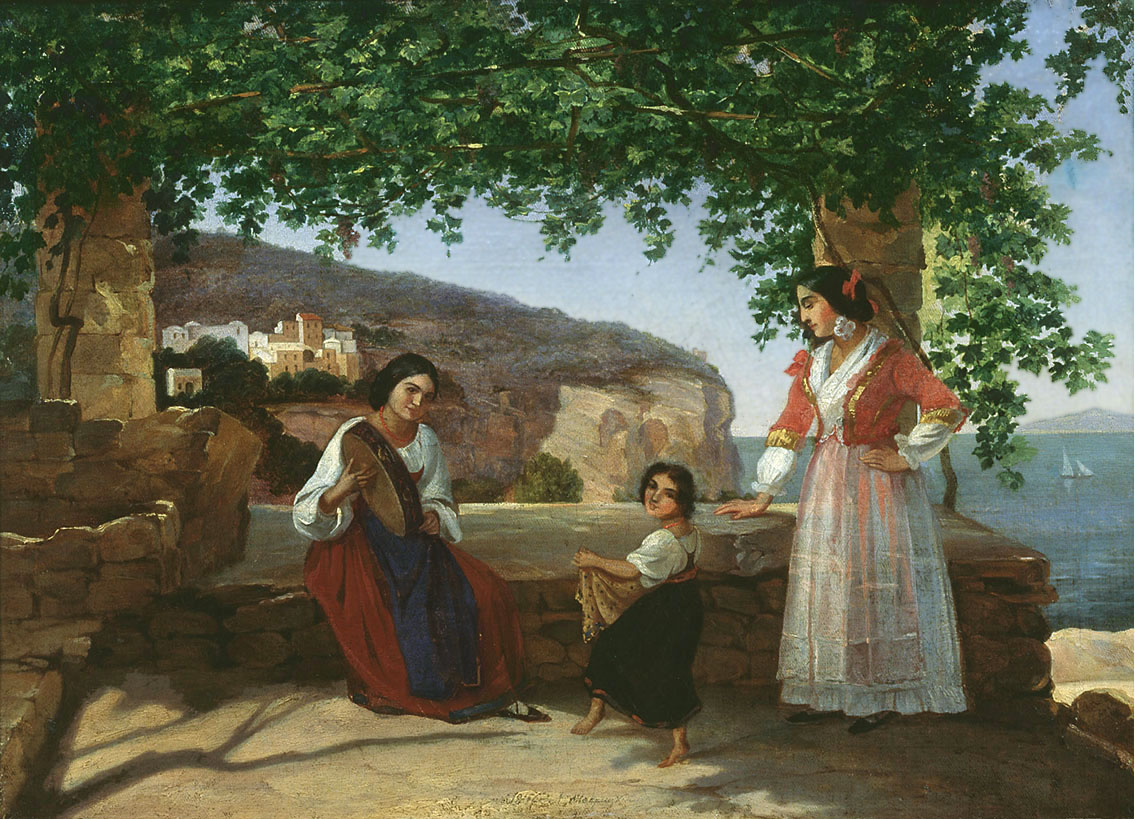
타란텔라를 추는 이탈리아 여인 (1846년작)

프랑스 혁명과 나폴레옹은 이탈리아에게 있어서, 이탈리아가 프랑스를 포함한 다른 유럽 국가들에게 끼친 영향보다, 더 많은 영향을 주었다. 프랑스 혁명은 1789년에 시작되었고 이탈리아 사람들에게서도 즉시 지지자들을 찾을 수 있었다. 이탈리아 지방의 통치자들은 위협을 감지하였고, 프랑스를 반대하는 유럽의 왕들과 친밀하게 지내었다. 프랑스 국왕이 왕좌에서 내려오고 프랑스는 공화국이 되었고, 이탈리아에서도 공화국을 꿈꾸는 비밀 단체들이 이탈리아 도처에 생겨났다. 프랑스 공화국 군대는 유럽을 가로 지르기 시작했다. 1796년, 나폴레옹 보나파르트는 이탈리아 북부에 프랑스군을 이끌고 오스트리아의 지배자들을 몰아냈다. 다시 한번 이탈리아는 합스부르크가와 프랑스 사이의 전장이 되었다. 프랑스가 정복한 곳마다, 헌법과 법 개선과 함께 공화국들이 생겨났다. 나폴레옹은 1804년에 스스로 황제가 되었고, 이탈리아 북부와 중부를 나폴레옹이 왕으로 있는 이탈리아 왕국이라고 불리는 나라로 통일 시켰다. 이탈리아 북부와 중부 일부는 프랑스에 합병되었다. 1720년부터 피에몬테인들이 지배했던 사르데냐와 시칠리아만이 프랑스에게서 자유로웠다.
프랑스의 지배는 이탈리아 반도를 지배했던 이전 외국의 통치와 다른 것에 어려움을 겪어, 20년이 안됐다. 막대한 세금과 빈번한 가혹함에도 불구하고, 프랑스는 의회와 나라의 모든 이는 평등하다는 내용을 담고 있는 새로운 법을 소개했다. 고대 로마 시대 이후로 처음으로, 서로 다른 지역의 이탈리아인들은 같은 화폐와 같은 군대에서 복무했다. 많은 이탈리아인들은 이탈리아가 외국의 힘에서 벗어나 하나로 통일되는 것이 가능성이 있다고 생각하기 시작했다.

### 이탈리아 왕국

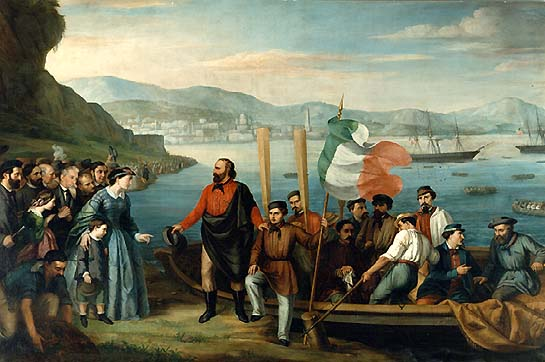
천 명의 탐험대

워털루 전투 이후, 빈 회의의 영향으로 오스트리아 통치 하의 수 많은 옛 통치자들과 제도들이 복구 되었다. 민족주의 개념이 계속해서 강해지는 한편, 1848–49년 사이에 이탈리아 반도 일부에서 상습적인 개혁가인 주세페 마치니가 일으킨 소동이 산발적으로 발생하였다. 리소르지멘토 운동은 피에몬테 왕국의 수상인 카보우르 백작 카밀로 벤소의 지도 하에 성공적으로 완수 될 수 있었다.
카보우르는 사보이 왕가의 비토리오 에마누엘레 2세 중심하에서 이탈리아 대부분이 통일이 되도록 하였고, 1861년 3월 17일에 이탈리아 왕국은 비토리오 에마누엘레 2세를 국왕으로 선포하였다. 이탈리아의 대중적인 공화주의자 영웅인 주세페 가리발디는 통일과 이탈리아 왕국 하에서 교황령의 설립에 큰 기여를 하였다. 이탈리아군은 1870년과 1871년 7월에 로마를 점령하였고 왕국의 수도로 삼았다. 이탈리아 지배자들의 오랜 라이벌인 교황 비오 9세는 그 자신을 바티칸의 "포로"라고 여겼고 왕실의 행정에 협조하는 것을 거부하였다. 1929년에 간신히 교황은 로마를 이탈리아의 수도로 하는 데에 동의하였다.
통일 이후에 수십 년이 흐르고, 이탈리아는 아프리카에 식민지를 만들었고, 베니토 무솔리니의 파시즘 하에서 에티오피아를 정복하고 이탈리아 제국을 세웠다. 제1차 세계 대전은 트리에스테, 이스트리아, 트렌티노알토아디제, 자다르를 합병하며, 이탈리아 통일을 완수하게 하였다. 이탈리아인들은 1940년에 인구가 4500만 명까지 성장했으며, 그 시기까지 경제는 농업에 기반을 뒀으며, 이탈리아 북부를 중심으로 산업 개발을 하였다. 하지만 제2차 세계 대전으로 곧 이탈리아 전역이 파괴되었고 식민국도 소멸되었다.

### 이탈리아 공화국
1945년과 1948년 사이에 신 이탈리아의 개요가 생겨나기 시작했다. 비토리오 에마누엘레 3세는 1946년 5월 9일에 왕좌에서 물러났고, 그의 아들 움베르토 2세가 왕위에 올랐다. 이탈리아는 파시스트의 통치 이후로 20년 만에 자유 투표를 실시하였다. 이탈리아인들은 파시즘과 가까이 연류된 왕가 대신에 공화국으로의 전환을 택했다. 이탈리아인들은 새로운 민주 정체를 준비하기 위해 헌법 제정단을 선출하였다. 제정단은 1947년에 헌법을 제정하였고, 1948년 1월 1일에 발효 시켰다.

## 민족 집단 형성
청동기 시대 이탈리아 민족은 라틴팔리스칸어군과 오스칸움브리아어군, 아드리아 베네티인, 리구레인들로 구분한다. 잇따라서, 그들은 로마와 연합하거나 이탈리아 중부에 에트루리아인, 포강 평야의 갈리아 부족들, 마그나 그라이키아라고 불리던 곳의 그리스인들과 함께 합병되었다. 대부분의 이탈리아인들은 위에 문단에서 언급했던 역사를 가지고 있는 사람들을 기원으로 하고, 일반적인 라틴 문화를 공유하고 있으나, 일부 이탈리아인들은 다른 다양한 혈통을 지니고 있다.
몇몇 이탈리아인들은 일부 게르만 부족들이 이탈리아를 점령했을 때 건너온 게르만인 혈통을 지녔다. 동고트족의 게르만족은 이탈리아를 정복했고, 오랜 기간 로마 문화의 우월성이 외부의 "야만족"인 게르만족의 문화를 뛰어넘는다는 로마인들의 문제를 정당화하기 위해서, 로마 문화와 고트족 문화를 조합하고 스스로를 라틴 문화의 수호자라고 자칭하였다. 이탈리아에 정착한 동고트족의 인구는 대략적으로 4만 명 정도의 소수였고, 반면 동고트족과 그들의 동맹 세력이 이탈리아를 정복하던 때의 인구는 대략 10만 명 정도였다. 또한 게르만족의 계파인 랑고바르드족이 그동안에 동로마 제국이 재정복한 이탈리아 영토를 침입하여, 대부분을 정복했다. 하지만 압도적인 라틴족 인구 수와 비교 했을 땐 이탈리아에 정착한 랑고바르드족은 소수였다.
이탈리아 남부는 이탈리아 부족들과 라틴족과 함께 그리스 문화 혈통을 지녔다. 분명하게 이탈리아 남부의 지역은 이탈리아에 헬레니즘 문화를 가져온 마그나 그라이키아의 그리스인들과 7 세기 동안의 비잔티움 제국에 중세 그리스인들에게서 영향을 받았고, 특히 풀리아주의 살렌토, 칼라브리아주의 보베시아와 레조, 시칠리아등이 두드러진다.
로마 시대 이후로, 시칠리아는 동고트족, 그 이후로는 비잔티움인들에게 정복 당하였다. 한때, 아랍인들의 지배를 받았었고, 그 시기에 노르만족의 이탈리아 남부 정복으로 이어졌다. 팔레르모에 있는 관저에서 시칠리아의 국왕으로 대부분의 시간을 보냈던, 신성 로마 제국의 황제 프리드리히 2세 하에 스와비아인들의 통치 기간에 이슬람적 요소는 시칠리아 섬에 있던 남은 무슬림들이 대량으로 추방 당할 때까지 지속적으로 근절되었다. 아랍인들의 축출 결과로, 시칠리아에 있는 많은 마을들이 인구 수가 감소하였다. 12세기부터, 스와비아 왕은 이탈리아 북부(특히 피에몬테, 롬바르디아, 리구리아)와 이탈리아 중부에 라티움, 프랑스 남부 등지 이민자들의 시칠리아 정착을 장려하였으며, 시칠리아 섬에 다시 라틴적 요소가 스며들었고, 이들 정착자들이 가져온 유산으로 많은 갈리아이탈리아어 방언으로 볼 수 있으며 시칠리아 서부 지역과 내륙 지역의 마을에서 발견된다.
소수 언어자들은 대부분의 다른 유럽 국가들과 비교했을 때 언제나 무시해도 될 정도였고, 1861년에는 소수 언어자들이 전체 인구의 1% 정도였고, 이탈리아의 영토가 가장 확장했던 당시인 1921년에는 2% 정도만이 이탈리아어 또는 관련된 방언과 차이가 있는 언어를 사용했다. 소수 언어자들과 언어 섬자들은 카탈루냐어, 사르데냐어, 알바니아어, 독일어, 그리스어, 슬로베니아어, 프랑코프로방스어 등을 구사하며, 역사적으로 꽤나 오래되어왔다. 더욱이 이탈리아 공화국은 소수 언어를 특별 보호하도록 장려하였다.

## 문화

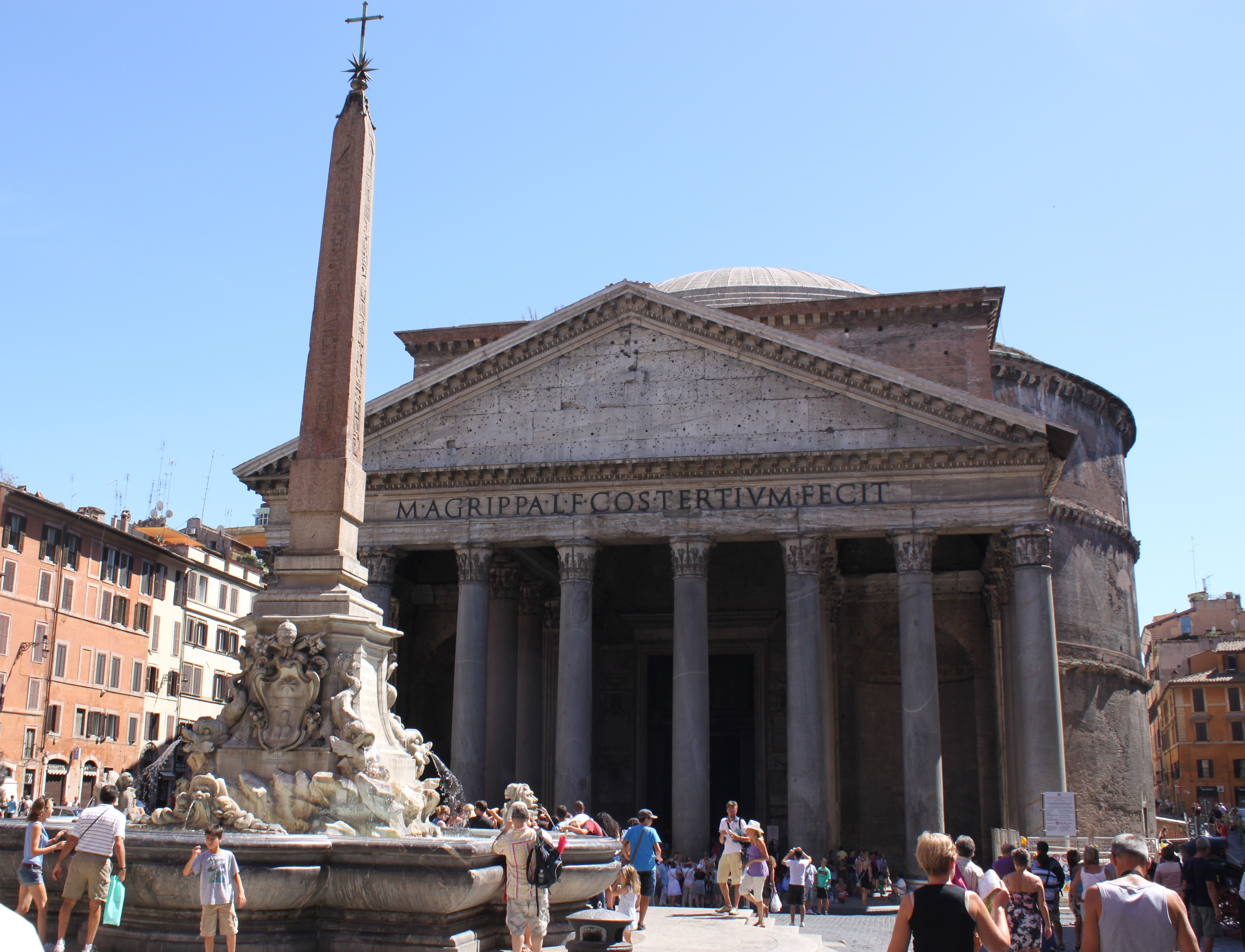
판테온과 판테온 분수. 로마 시대의 유적과 로마 문화는 이탈리아에 중요한 국가 상징이다.

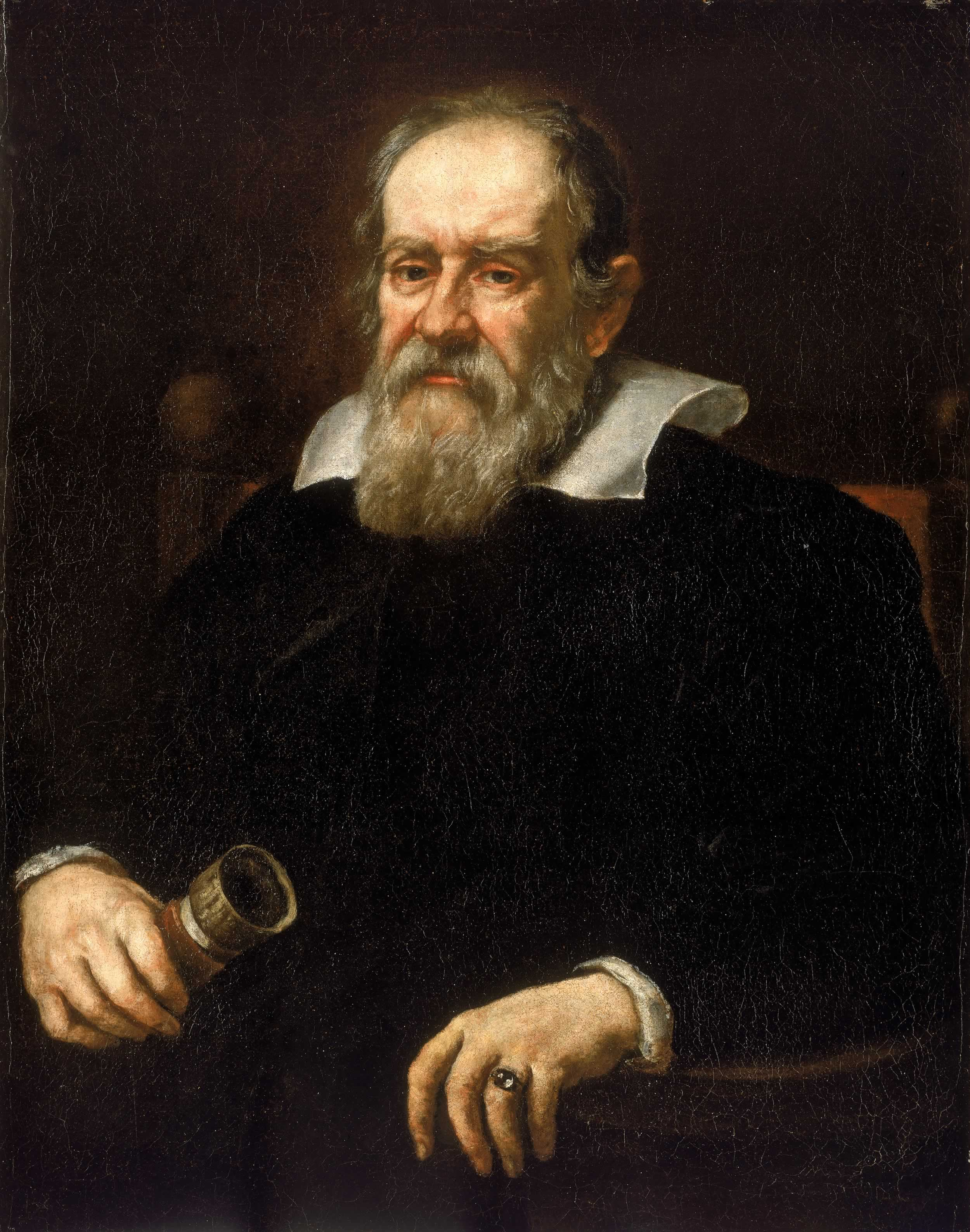
이탈리아의 물리학자이자 수학자, 과학자, 발명가, 철학자인 갈릴레오 갈릴레이. 그는 16 세기에서 17 세기에 발생한 과학 혁명과 물리학의 중요한 시초자로 여겨진다.

고대 시대부터 17세기까지, 이탈리아의 거주민들은 고대 로마와 로마 가톨릭교회, 인문주의, 르네상스를 기반으로 하는 서양 문화의 중심지였다.
이탈리아는 또한 1080년에 유럽 최초의 대학교인 볼로냐 대학교가 설립되면서, 학문의 중심지이기도 하였다.  이외에 많은 이탈리아 대학들이 그 후에 생겨났다. 대표적인 예로 살레르티나 의학 학교가 있으며, 유럽 최초의 의술 학교이다. 이렇게 생겨난 학교들은 리나시멘토의 전조가 되었다. 유럽의 르네상스는 이탈리아에서 시작됐고 이탈리아 출신의 화가, 조각가, 건축가, 과학자, 문학가, 작곡가들을 유럽 전역에 공급하였다. 이탈리아는 바로크까지 문화 선두 주자 역할을 계속하였고 낭만주의 시대에 진입해서는 건축과 회화에서의 지배력은 약화 되었지만, 음악 분야에서의 이탈리아의 존재감은 회복되었다.
과학과 기술에 근본적인 기여는 이탈리아 출신의 과학자들에 의해서 이뤄졌다. 갈릴레오 갈릴레이는 망원경 발명과 태양중심설 등 이유로 "현대 관측천문학의 아버지"라고 불리며, 거기에 더 나아가 "현대 과학의 아버지"라고도 불린다. 오늘날의 정보와 통신 기술에 기술적 발전을 이뤘다고 언급 할 수 있는 (알레산드로 볼타), 라디오(굴리엘모 마르코니), 전화기(안토니오 메우치), 원자로(엔리코 페르미), 마이크로프로세서(페데리코 파긴)등이 있다.
크리스토퍼 콜럼버스를 비롯한 15, 16세기에 이탈리아 탐험가들은 오늘날에 "아메리카 탐험"이라고 불리는 인류 역사에 영원한 표시를 남겼고, 뿐만 아니라, 아메리고 베스푸치의 이름을 따 아메리카 대륙의 이름을 지었다. 여기서 주목해야 할 것은 아시아를 오랫동안 여행하며 여행기를 남긴 마르코 폴로 역시도 탐험가라는 것이다.
상대적으로 늦은 국가의 통합과 이탈리아 반도를 구성하는 지역들의 역사적 자율성으로 인해, 이탈리아인의 많은 전통과 풍습들은 그들의 지역의 기원으로 정의될 수 있다. 정치적, 사회적으로 고립되었음에도 불구하고, 서방 세계에 남아있는 이탈리아의 문화적, 역사적 유산은 어마어마하다. 이탈리아 문화 유명한 요소로는 오페라, 음식 그리고 세계에서 가장 인기 있는 음식 중 하나로 여겨지는 음식, 영화(페데리코 펠리니, 미켈란젤로 안토니오니, 마리오 모니첼리, 세르조 레오네 같은 영화 감독들), 수없이 많은 예술 작품들, 패션(밀라노와 피렌체는 패션 중심지로 여겨진다.)등이 있다.
더 나아가, 이탈리아는 가장 많은 유네스코 세계유산(50개)를 보유하고 있으며, 혹자는 전세계의 휼륭한 예술 작품들의 절반이 있는 고향이라고 말하기도 하였다.

## 이탈리아계 교민

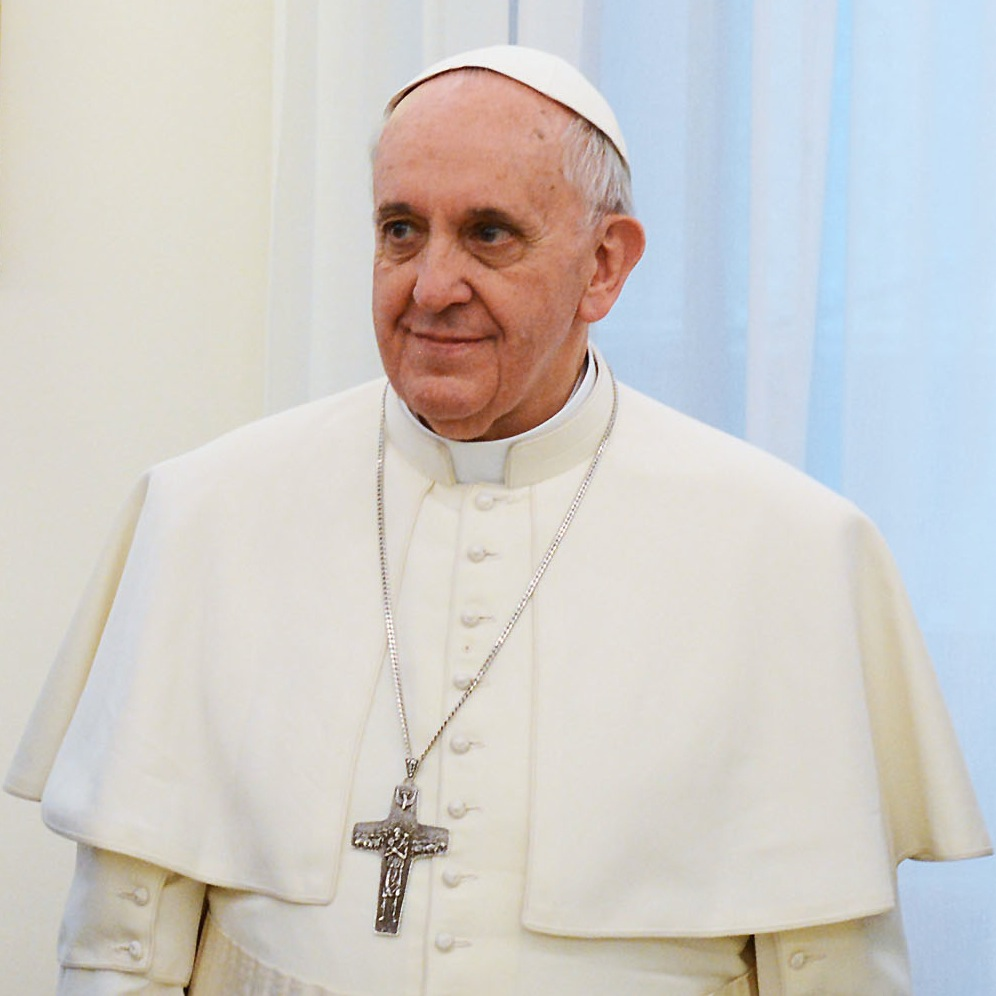
현재 로마 가톨릭교회의 수장인 교황 프란치스코는 이탈리아인 혈통의 아르헨티나인이다.

정확히 밝혀진 이탈리아계 교민들은 1861년에 일어난 이탈리아 통일과 1914년에 발생한 제1차 세계 대전의 발발로 인해 생겨났다. 그렇지만 거대한 규모의 이민 현상은 파시스트 정권이 들어선 1920년 후반까지 강세였고, 제 2차 세계 대전이 종료하고 나서 마지막 이민 여파가 관찰되었다.
8000만 명이 넘는 순수 또는 혼혈 이탈리아계 후손들은 유럽을 넘어, 남아메리카 지역(주로 브라질, 아르헨티나, 우루과이, 콜롬비아, 칠레, 베네수엘라, 페루, 에콰도르)에 4천만 명이 거주하고, 북아메리카(미국과 캐나다)에는 1800만 명, 오스트레일리아에는 85만 명이 있다. 유럽 지역(주로 프랑스, 독일, 스위스)에 거주하는 이들은 수백 만 명 정도이다. 대부분의 이탈리아 시민권자들은 유럽 연합 회원 국가들에 거주하고 있다.

세계의 이탈리아 디아스포라

## 이탈리아 밖의 현지 이탈리아 사회
리예카와 마찬가지로 달마티아 이스트리아 지역에 슬로베니아와 크로아티아 지역에 이탈리아인들은 현지 이탈리아어와 베네치아 공화국이 들어서기 이전부터 이 지역 내에서 사용된 다양한 이탈리아달마티아어를 사용한다. 제 2차 세계 대전 후에 이스트리아 대이동 여파에서, 대부분의 이탈리아어 화자들은 이스트리아의 남쪽과 서쪽으로 이주했고, 대략 30,000 명 정도이다. 이탈리아 혈통의 후손들은 그보다 많을 것으로 보이지만 확인은 불가능하다. 1870년에 이루어진 오스트리아의 1차 인구 조사 당시에 이탈리아계 달마티아인들은 40,000 명에서 50,000 명이였으며, 이는 달마티아 지역 거주 인구인 250,000 명 중에 20%에 해당했다.
프랑스 니스 백작령에는 이탈리아어의 지방 언어(리구리아어와 피에몬테어) 토착 화자가 1860년 프랑스에 합병되기 이전 이래로 거주했었다. 이탈리아 혈통의 후손들의 수는 일반적으로는 확인이 불가능하며, 프랑스어의 사용도 지금은 흔하다.
추가적으로, 코르시카는 1768년까지 제노바 공화국의 영토였고 섬에 거주하는 대부분은 여전히 이탈리아달마티아어 계통의 코르시카어를 능숙하게 사용한다. 이탈리아어는 프랑스 제3공화국이 설립된 1871년에 코르시카에서 공식적인 지위를 상실했다.

## 같이 보기
- 이탈리아의 인구
- 시칠리아인
- 산마리노인

## 참고 문헌
- Baretti, Joseph (1768년). 《An account of the manners and customs of Italy》 (영어). 런던: T. Davies.
- 라이먼, 시어도어 (1820년). 《The political state of Italy》 (영어). 보스턴: Wells and Lilly.
- 레오파르디, 자코모 (1824년). 《Discorso sopra lo stato presente dei costumi degl'italiani》 (이탈리아어). 베네치아: Marsilio Editore.
- 미칼리, 주세페 (1832년). 《Storia degli antichi popoli italiani》 (이탈리아어). 피렌체: Tipografia Dante.
- 프레촐리니, 주세페 (1921년). 《Codice della vita italiana》 (이탈리아어). 피렌체: La Voce.
- 데보토, 자코모 (1951년). 《Gli antichi italici》 (이탈리아어). 피렌체: Vallecchi.
- 몬타넬리, 인드로 (1965년). 《Storia d'Italia》 (이탈리아어). 밀라노: Corriere della Sera.[깨진 링크(과거 내용 찾기)]
- 볼라티, 줄리오 (1996년). 《L'italiano: il carattere nazionale come storia e come invenzione》 (이탈리아어). 토리노: Einaudi. ISBN 9788806142643.